# Merzenstein
Merzenstein ist eine Ortschaft in Niederösterreich und eine Katastralgemeinde der Stadtgemeinde Zwettl-Niederösterreich. Am 1. Jänner 2024 hatte die Ortschaft 136 Einwohner auf einer Fläche von 412,47 ha.

## Lage
Merzenstein liegt in einer Entfernung von etwa 6 Kilometern Luftlinie südwestlich des Stadtzentrums von Zwettl an der Einmündung der Königswiesener Straße (B 124) in die Böhmerwald Straße (B 38) zwischen Gschwendt und Etzen. Der Ort ist durch Postbusse mit dem österreichischen Überlandbusnetz verbunden.
Das Gemeindegebiet grenzt im Norden an die Katastralgemeinden Jahrings und Waldhams, östlich an Gschwendt und  Uttissenbach, im Süden an Rottenbach und Marbach am Walde sowie westlich an die zu Groß Gerungs gehörenden Katastralgemeinden Josefsdorf und Oberneustift.
| Bevölkerungs- entwicklung | Bevölkerungs- entwicklung |
| Datum                     | Einwohner                 |
| ------------------------- | ------------------------- |
| 1869                      | 150                       |
| 1951                      | 148                       |
| 1961                      | 142                       |
| 1971                      | 158                       |
| 1981                      | 160                       |
| 1991                      | 172                       |
| 2001                      | 144                       |
| 2011                      | 137                       |

## Geschichte
Merzenstein wurde 1291 als Mersenstain zum ersten Mal urkundlich erwähnt. Es handelt sich dabei um einen Burgnamen mit der Bedeutung „Burg am Felsen, die nach einem Mann mit dem Namen Marso benannt ist“.
In der Nähe von Merzenstein befindet sich ein aufgelassener Steinbruch mit Vorkommen von Bergkristallen und Chalkopyrit. In Quellen aus dem 19. Jahrhundert wird berichtet, dass das abgebaute Material aufgrund seiner Härte und Porosität zur Herstellung von Mühlsteinen verwendet wurde.
Laut Adressbuch von Österreich waren im Jahr 1938 in Merzenstein ein Gastwirt und einige Landwirte ansässig.

## Persönlichkeiten
- Augustin Steininger (1794–1875) war Abt und Präses der österreichisch-ungarischen Zisterzienserkongregation